# سوییت رباتیک
رباتیک سوئیت یک محیط بصری برای کنترل و شبیه سازی ربات است. و معمولاً یک سکوی سرتاسر (end-to-end) برای توسعه رباتیک شامل ابزارهایی برای برنامه‌نویسی بصری ایجاد و اشکال‌زدایی برنامه‌های ربات می‌باشد. توسعه‌دهندگان اغلب قادر به تعامل با ربات‌ها از طریق یک واسط تحت وب هستند.
یکی از اهداف سوییت رباتیک پشتیبانی سکوهای رباتیک متنوع از طریق فراهم کردن واسط برنامه‌نویسی مشترک است. نکته کلیدی  درباره سوییت رباتیک این است که کد نوشته شده در آن قابلیت اجرا روی ربات‌ها در محیط‌های شبیه‌سازی و واقعی را بدون نیاز به اصلاح و تغییر داراست.
برخی سوییت‌های رباتیک بر پایه نرم‌افزارها و سخت‌افزارهای رایگان می‌باشند.

## سوئیت
- فدورا رباتیک

## همچنین نگاه کنید
- AnyKode Marilou
- علم دبیان
- تکامل رباتیک
- Lego Mindstorms
- Microsoft Robotics Studio
- پروژه بازیکن
- نرم‌افزار ربات
- RoboRealm
- سیستم عامل ربات
- شبیه‌ساز ربات Simbad
- Synthiam (سینتیام)
- URBI
- سیستم طراحی روباتیک Vex
- Webots